# Colón (Cuba)
Pour les articles homonymes, voir Colón.

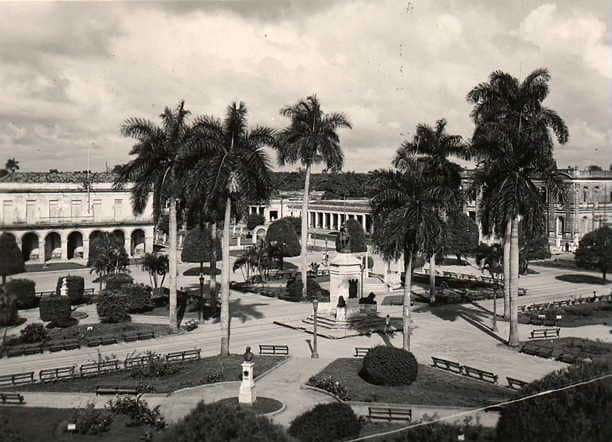

Colón est une ville et une municipalité de Cuba dans la province de Matanzas.

## Géographie

### Situation
Colón se trouve dans la partie occidentale de l'île de Cuba, vers le nord-est de la province de Matanzas, 
à 182 km sud-est de La Havane 
et 81 km sud-est de sa capitale de province Matanzas.
La ville est sur la carretera central reliant Matanzas à Santa Clara (117 km sud-est). Cárdenas est à 56 km au nord-ouest.

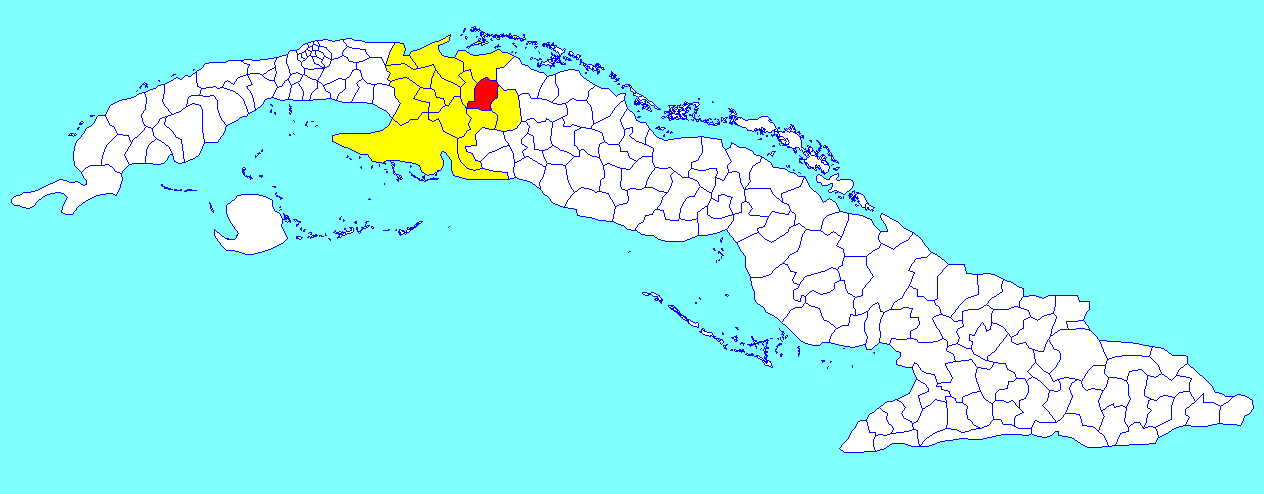
Municipalité de Colón dans la province de Matanzas

### Divisions administratives
Colón a 10 consejos populares :
- Banagüises
- San José de los Ramos
- Central Méjico
- Zona Industrial
- Guareiras
- Central Rene Fraga
- Colón Sur
- Central Sergio González
- Colón Oeste
- Colón Este

## Population
En 2022 la population de la municipalité est estimée à 68 021 habitants. Pour une surface de 607,9 km2, la densité est de 111,9 habitants/km².